# Roni Brizon
Roni Brizon, właśc. Aharon Brizon (hebr.: רוני בריזון, ur. 16 października 1944 w Tel Awiwie) – izraelski politolog, wykładowca, dziennikarz i polityk, w latach 2003–2006 poseł do Knesetu z listy Szinui.

## Życiorys
Urodził się 16 października 1944 w Tel Awiwie w ówczesnym Brytyjskim Mandacie Palestyny.
Ukończył filozofię na Uniwersytecie Telawiwskim i politologię na Uniwersytecie Hebrajskim. Pracował jako wykładowca, publikował liczne artykuły w prasie.
W wyborach parlamentarnych w 2003 po raz pierwszy i jedyny dostał się do izraelskiego parlamentu. W szesnastym Knesecie zasiadał w komisjach budownictwa; spraw wewnętrznych i środowiska; finansów oraz ds. zagranicznych pracowników. Przewodniczył austriacko-izraelskiej grupie parlamentarnej. W 2006 utracił miejsce w parlamencie.
Poza hebrajskim posługuje się niemieckim i angielskim.